# Tristania
Tristania (z nor. trist, z łac. tristis – smutny) – norweski zespół muzyczny wykonujący gothic metal.

## Historia zespołu

### Początek – 1996
Historia Tristanii zaczęła się z powstaniem zespołu Uzi Suicide. W skład tego małego garażowego norweskiego zespołu wchodzili: klawiszowiec Moen i gitarzysta Veland. Ci muzycy zaczęli pisać piosenki i postanowili pod koniec 1996 roku rozwiązać ich stary zespół, by stworzyć nowy projekt z perkusistą Olssonem. Niedługo po stworzeniu Tristanii do składu dołączyli: basista Rune Østerhus i gitarzysta Anders H. Hidle. Z początku zatrudnili wokalistkę, która została wyrzucona z zespołu kilka miesięcy później z niewiadomych przyczyn.

### Współpraca z Napalm Records – 1997
Po miesiącach pracy muzycy Tristanii zdecydowali, że jest odpowiedni czas na nagranie ich pierwszych utworów i znalezienie wytwórni muzycznej, jednak zespół wciąż szukał nowej wokalistki. Dzięki znajomemu znaleźli młodą i dobrze zapowiadającą się sopranistkę Vibeke Stene, która z początku była wokalistką sesyjną. Zespół wszedł do Klepp Lydstudio w maju 1997 i nagrał demo czterech piosenek. Podczas sesji nagraniowej członkowie uznali Vibeke za tak dobrą wokalistkę, że poprosili ją o dołączenie do składu grupy. Pierwszy oficjalny koncert Tristanii miał miejsce 24 maja w Jørpeland. Niedługo potem zespół podpisał ich pierwszy kontrakt z austriacką wytwórnią Napalm Records, która poprawiła brzmienie dema i wydała je jeszcze raz w listopadzie 1997 roku.

### Pierwszy album i trasa – 1998
Wkrótce po zdobyciu kontraktu Tristania weszła do Sound Suite Studio we Francji, by nagrać pierwszy album, Widow’s Weeds. Zrobili to z pomocą dwóch innych muzyków: skrzypka Pete’a Johansenena (znanego również ze współpracy z The Sins of Thy Beloved i The Scarr) i wokalisty Østena Bergøya (który zostanie stałym członkiem w 2001 roku, wtedy z zespołu Morendoes – grającego rock gotycki). Album był szeroko promowany przez Napalm Records, również dzięki ich pierwszej trasie koncertowej, gdzie grali jako support dla zespołu Lacrimosa, a później dla Haggard i Solefald w październiku 1998 roku. Występowali w Niemczech, Austrii, Szwajcarii, Belgii i Holandii. Niektóre wideoklipy z tej trasy można obejrzeć na kasecie VHS, zatytułowanej Widow’s Tour (później wydanej w formacie DVD).

### Beyond the Veil– 1999–2000
W lutym 1999 roku zespół ponownie wszedł do studia, by nagrać następny album Beyond the Veil – promowany dwiema trasami (wliczając ich pierwszą trasę jako główna gwiazda, z The Sins of Thy Beloved, Trail of Tears, Siebenbürgen i Antichrisis) i singlem Angina. Po krótkiej przerwie, Tristania kontynuowała występy na żywo na Summer and Fall 2000, koncertując po raz pierwszy w Ameryce Południowej.

### Odejście Velanda iWorld of Glass– 2001–2002
W maju 2001 roku lider i główny kompozytor zespołu, Veland, został oficjalnie wyrzucony z zespołu (prawdopodobnie z powodu różnic w kwestiach muzycznych i finansowych). W tym czasie zespół pracował już nad nadchodzącym albumem World Of Glass, jednak Veland nigdy nie brał udziału w tym projekcie (prawdopodobnie odszedł z zespołu w tym czasie). Grupa potrzebowała wokalisty śpiewającego growlem, więc zatrudniła sesyjnie Ronnyego Thorsena (Trail of Tears). Wkrótce po nagraniu płyty Kjetil Ingebrethsen (z zespołu Blindfolded) został nowym wokalistą (growl), natomiast Østen Bergøy został w końcu stałym członkiem zespołu. (Wcześniej występował gościnnie na wszystkich albumach Tristanii). Nowy skład grupy został zaprezentowany na europejskiej trasie, we wrześniu 2001 roku, kiedy grał z takimi zespołami jak Rotting Christ, Madder Mortem i Vintersorg. W2002 roku zespół koncertował, głównie w Ameryce Południowej (w sierpniu), ale jesienią ogłosił, że chciałby zrobić sobie przerwę i popracować nad nowym materiałem. W międzyczasie Morten Veland założył nowy zespół – Sirenia.

### Praca nadAshes– 2003–2004
W 2003 roku nie było żadnych wieści ze strony odpoczywającego i pracującego nad nowym materiałem zespołu. Sesja nagraniowa odbyła się w TopRoom Studio w Norwegii, z nowym producentem, Børge Finstadem. Nagrania były finansowane przez samych członków grupy, ponieważ wygasł im kontrakt z Napalm Records. Były dwie sesje: od kwietnia do czerwca 2004 i w październiku 2004. Pomiędzy tymi sesjami zespół powrócił na scenę – wystąpili na M'Era Luna Festival w Hildescheim i podpisał kontrakt z wytwórnią SPV Records w lipcu. Po ostatnim nagraniu Tristania w październiku i listopadzie, odbywała trasę koncertową po Europie (m.in. w Polsce) jako support dla Theriona.

### WydanieAshes– 2005
Wytwórnia SPV Records wydała Ashes 24 stycznia 2005 roku. Aby promować czwarty album, zespół pojechał w styczniu i lutym w trasę koncertową z Nightwish, a następnie nagrał w Stavanger wideoklip do piosenki Equilibrium w reżyserii Ralfa Strathmanna. Był to zarazem pierwszy teledysk grupy pokazany w telewizji. Następnie w maju 2005 roku w Sztokholmie nagrano wideoklip z tej samej płyty: Libre w reżyserii Matsa Lundberga, który nakręcił już dla zespołu wideoklip do piosenki Heretique z albumu Beyond The Veil. Trasę kontynuowali razem z Gothminister w Norwegii, a w marcu 2005 z Kreator w Ameryce Południowej. Pojawili się także na większych europejskich festiwalach (m.in.: Wave Gothic Treffen, Summer Breeze, Wacken Open Air). Jesienią Tristania ogłosiła, że materiał na nowy album jest już gotowy. Trasa koncertowa promującą Ashes odbyła się bez klawiszowca i głównego kompozytora, Einara Moena, który został w Norwegii, pracując nad nowym materiałem. Powodem były sprawy osobiste i zawodowe artysty.

### Odejście Ingebrethsena iIllumination– 2006
W kwietniu 2006 roku po czterech latach wspólnej pracy grupę opuścił z przyczyn osobistych wokalista grupy. Rozstał się z nią w przyjaznej atmosferze. Sesja nagraniowa do nowej płyty miała miejsce w marcu 2006 roku, z udziałem nowego producenta Waldemara Sorychty. Wszystkie utwory na płycie, podobne jak na dwóch poprzednich, zostały skomponowane przez Andersa i Einara, natomiast za teksty odpowiadali Bergøy (dotychczasowy autor tekstów do utworów Tristanii) oraz Sorychta na kilku utworach. Na albumie gościnnie pojawi się także Vorph z Samael i kwartet smyczkowy. Płyta została wydana 19 stycznia 2007 roku w Niemczech i 22 stycznia w pozostałych krajach.

### Odejście Vibeke Stene – 2007
27 lutego 2007 roku Vibeke rozstała się z zespołem z powodów osobistych, zrezygnowała z muzycznej kariery i zajęła się prowadzeniem własnej szkoły wokalnej. Nową wokalistką Tristanii została Mariangela „Mary” Demurtas.

### Odejście Sveina Terje Solvanga i Rune Østerhus – 2008

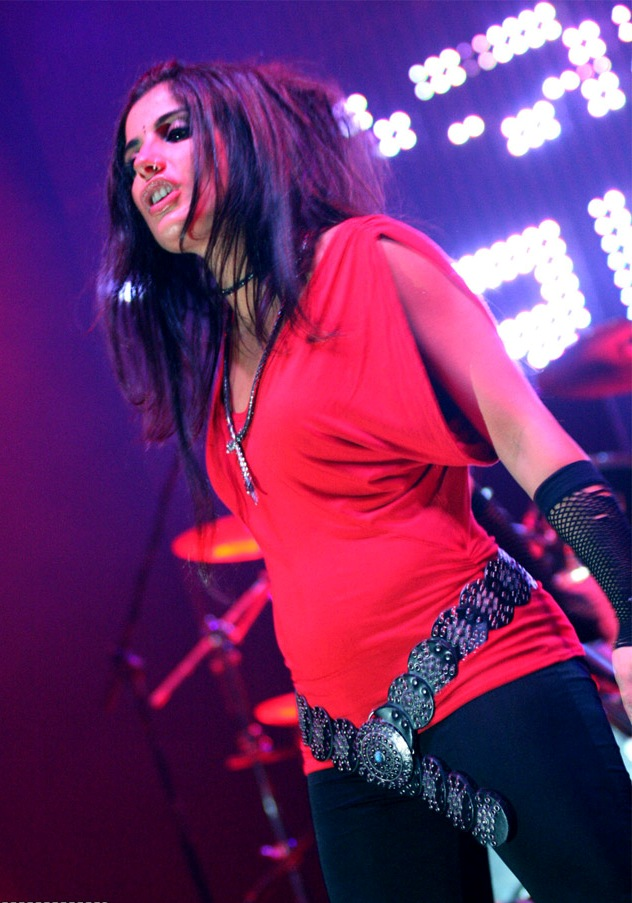
Mariangela „Mary” Demurtas podczas koncertu 17 maja 2008 roku

8 lutego, tuż przed festiwalem Wave Gotik Treffen w Niemczech, z nieznanych powodów z zespołem rozstał się Solvang. Zespół postanowił kontynuować trasę koncertową po Ameryce Południowej w osłabionym składzie. Kilka miesięcy później taką samą decyzję podejmuje Rune Østerhus, który zostaje zastąpiony przez Ole Vistnes, basistę, który jako muzyk sesyjny wspomagał zespół na całej trasie promującej Illumination.

### Prace nad nowym albumem – 2009
Od końca 2008 roku zespół pracował nad najnowszym albumem mającym ukazać się w 2010 roku. Zagrali także na kilku letnich festivalach, m.in. Wacken Open Air i ARTmania Festival.

### WydanieRubiconi europejska trasa koncertowa – 2010
Wraz z końcem lutego Tristania zakończyła rejestracje nowego materiału mającego się ukazac 25 sierpnia 2010 roku. Nowy album ukazał się pod skrzydłami wytwórni Napalm Records, z którą to Tristania ponownie podpisała kontrakt. W październiku ruszyli w trasę promującą najnowszy album, zespołami supportującymi będą Asrai i UnSun.

## Muzycy
| Obecny skład zespołu - Mariangela „Mary” Demurtas – śpiew (od 2007) - Anders Høyvik Hidle – gitara, śpiew (od 1997) - Ole Vistnes – gitara basowa, śpiew (od 2009) - Einar Moen – instrumenty klawiszowe (od 1997) - Gyri S. Losnegaard – gitara (od 2009) - Tarald Lie – perkusja (od 2006) - Kjetil Nordhus – śpiew (od 2009) | Byli członkowie - Østen Bergøy – śpiew (1998–2001, 2001–2009) - Vibeke Stene – śpiew (1997–2007) - Kenneth Olsson – perkusja (1997–2005) - Kjetil Ingebrethsen – śpiew (2002–2006) - Morten Veland – gitara, śpiew (1997–2000) - Svein Terje Solvang – gitara (2005–2008) - Rune Østerhus – gitara basowa (1997–2009) | Byli muzycy sesyjni - Pete Johansen – skrzypce (1998–2001) - Jan Kenneth Barkved – śpiew (1999–2001) - Ronnie Thorsen – śpiew (2001) - Hans Josef Groh – wiolonczela (2005) |

## Dyskografia
| 1998                           | Widow’s Weeds - Data: 9 marca 1998 - Wydawca: Napalm Records           | —  | —   | —  | —   |
| 1999                           | Beyond the Veil - Data: 8 września 1999 - Wydawca: Napalm Records      | —  | —   | —  | —   |
| 2001                           | World of Glass - Data: 25 września 2001 - Wydawca: Napalm Records      | 66 | —   | —  | —   |
| 2005                           | Ashes - Data: 24 stycznia 2005 - Wydawca: SPV GmbH, Steamhammer        | —  | 184 | —  | —   |
| 2007                           | Illumination - Data: 22 stycznia 2007 - Wydawca: SPV GmbH, Steamhammer | 71 | —   | —  | —   |
| 2010                           | Rubicon - Data: 25 sierpnia 2010 - Wydawca: Napalm Records             | —  | —   | 95 | 74  |
| 2013                           | Darkest White - Data: 31 maja 2013 - Wydawca: Napalm Records           | —  | —   | —  | 154 |
| "—" pozycja nie była notowana. |                                                                        |    |     |    |     |

| Rok  | Tytuł |
| ---- | --- |
| 1997 | Tristania - Data: 1 grudnia 1997 - Wydawca: brak (wydanie własne)                                                  |
| 1998 | Widow’s Tour (zapis koncertu na VHS z utworami z pierwszej płyty) - Data: 1998 - Wydawca: Napalm Records           |
| 1999 | Angina (singel) - Data: 18 maja 1999 - Wydawca: Napalm Records                                                     |
| 2005 | Midwinter Tears (kompilacja Remake, Angina i Widow’s Tour na DVD) - Data: 6 czerwca 2005 - Wydawca: Napalm Records |
| 2007 | Sanguine Sky (singel) - Data: 3 stycznia 2007 - Wydawca: SPV GmbH                                                  |